# Лацис, Ивар
Ивар Лацис (латыш. Ivars Lācis; 11 февраля 1949 года, Вандзене) — советский и латвийский учёный. Хаб. доктор физико-математических наук. Ректор Латвийского университета (2000—2007).

## Биография
Ивар Лацис окончил Физико-математический факультет ЛГУ. Затем преподавал в ЛГУ. 1980 году защищает кандидатскую в ЛГУ. 1991 году доцент ЛУ. В 1993 году защищает докторскую. В 1993 г. работает в Цюрихском высшей технической школе. 1995 г. заведующий лаборатории. В 1996 году избирается профессором ЛУ. 1998 г. председатель Научного совета ЛУ. В 2000 году избирается ректором ЛУ.

### Сотрудничество с КГБ
20 декабря 2018 года Национальный архив Латвии опубликовал часть ранее засекреченных документов КГБ Латвийской ССР. В числе агентов КГБ значится старший преподаватель Латвийского госуниверситета Лацис Ивар Эдгарович, завербованный 25 февраля 1982 года сотрудником I отдела (разведка). Оперативный псевдоним учёного был «Айварс». На момент публикации в документах архива не раскрывались обстоятельства вербовки и степень реального сотрудничества со спецслужбой.

## Награды
- Офицер ордена Почётного легиона (Франция)
- Командор ордена «За заслуги перед Итальянской Республикой» (19 апреля 2004 года, Италия)[2]
- Командор ордена Заслуг (12 августа 2003 года, Португалия)[3]

## Научные публикации
- R Bischof, E Kaldis, I Lacis. Crystal growth of ytterbium dihydride and the phase relations in the Yb-H system. Journal of the Less Common Metals, 1983, vol. 94(1), pp. 117—121
- A. Schmidt, M. Kunz, I. Lacis, A. Daunois, C. Klingshirn. Photothermal and electrooptic nonlinearities in ZnSe and ZnTe and their application in bistable devices. Zeitschrift für Physik B Condensed Matter, 1992, Volume 86, Number 3, pp. 337—344
- M Ozolinsh, KI Daae, D Bruenech, I Lacis. Studies of time response of the vision binocularity by use of dynamic suppressing of retinal images, SPIE proceedings series, 1999, vol.3863, pp. 214—218
- I Lacis, M Ozolinsh Dynamic detection of binocular disparity using electrooptically tuneable light scattering. Lasers and Electro-Optics, 1999.
- G. Papelba, I. Lacis, M. Ozolinsh, Stereoresistance — a new characterization of stereothreshold under external influence. — Proceedings of 6th International Meeting of American Academy of Optometry, Madrid, 2000, p. 13.
- M. Ozolinsh; I. Lacis; R. Paeglis; A. Sternberg; S. Svanberg; S. Andersson-Engels; J. Swartling. Electrooptic PLZT Ceramics Devices for Vision Science Applications. Ferroelectrics, 2002, vol. 273(1), pp. 131—136
- R. Paeglis, A. Spunde, A. Klavinsh, L. Vilkausha, I. Lacis. Eye Kinematics of Athletes in Non-Familiar Sports Situations. IFMBE Proceedings, 1, Volume 20, 14th Nordic-Baltic Conference on Biomedical Engineering and Medical Physics, 2008, Part 3, Pages 146—149
- R.Paeglis, A. Kotelnikovs, A. Podniece, I. Lacis. What Conclusions does Rapid Image Classification by Eye Movements Provide for Machine Vision? IFMBE Proceedings, 1, Volume 20, 14th Nordic-Baltic Conference on Biomedical Engineering and Medical Physics, 2008, Part 4, Pages 299—302
- K. Bagucka, R. Paeglis, I. Lacis. Efficiency of eye movements at different reading speeds. Developments in Optics and Communications, 2006
- I Lacis, M Ozolinsh. PLZT ceramics as optical phantom for simulation of light scattering in eye segments and other biological tissues. Developments in Optics and Communications, 2006
- R Paeglis, I Gorshanova, K Bagucka, I Lacis. Latvian and Russian textbooks: eye movements in reading text formatted in two columns. Proceedings of SPIE, 2008, Vol. 7142, 714219